# Heliophanus koktas
Heliophanus koktas är en spindelart som beskrevs av Dmitri Viktorovich Logunov 1992. Heliophanus koktas ingår i släktet Heliophanus och familjen hoppspindlar. Inga underarter finns listade i Catalogue of Life.